# Johann Winkler (Politiker, 1817)
Johann Winkler (* 15. März 1817 in Schönlind; † 16. Oktober 1887 in Vohenstrauß) war ein deutscher Seifensieder und von 1849 bis 1855 (8. Wahlperiode) Mitglieder der Kammer der Abgeordneten für den Stimmkreis Neunburg vorm Wald.